# King Arthur: The Role-Playing Wargame
King Arthur: The Role-Playing Wargame est un jeu vidéo de rôle, de stratégie au tour par tour et de tactique en temps réel développé par NeocoreGames et édité par Paradox Interactive, en Amérique du Nord, Ubisoft en Europe et E-Frontier au Japon. Il cherche à mélanger des éléments des genres tactiques en temps réel, de jeu de rôle et de grande stratégie en un seul jeu unique.
Il a pour suite King Arthur II: The Role-Playing Wargame.

## Système de jeu
King Arthur est un jeu mélangeant les éléments de stratégie en temps réel, de jeu de rôle et de grande stratégie. La grande partie stratégique du jeu se joue sur une grande carte de la campagne Britannia. Lorsqu’une bataille est en cours, l’action passe en mode stratégie en temps réel.

### Guerre
Durant les batailles en temps réel, les capacités de style RPG des héros entrent en jeu. Les héros possèdent des capacités magiques et non magiques, telles que le pouvoir d’appeler la foudre ou la capacité de changer les conditions du champ de bataille. Les héros sont dévastateurs au corps à corps, capables d’affronter des dizaines de troupes en même temps. Les héros inspirent également les troupes à proximité et maintiennent le moral de l’armée dans son ensemble. Si le chef de l’armée est capturé, le moral des troupes sera gravement affecté.
Le champ de bataille lui-même influence également le gameplay et l’issue de la bataille. La plupart des batailles commencent au soleil. Les unités ont accès à diverses formations qui augmentent ou diminuent leur efficacité contre certains types d’ennemis. Le terrain affecte l’efficacité de certaines unités ; les bois par exemple entrave la cavalerie tandis que les champs ouverts aident énormément leur mobilité.
Le moral joue un grand rôle dans le mode temps réel ; un nombre variable d’emplacements de victoire, similaire aux « points de contrôle » dans de nombreux jeux de tir à la première personne, sont situés sur chaque carte. Si un camp détient plus d’emplacements de victoire que l’autre, le moral du camp ayant moins d’emplacements de victoire diminuera régulièrement. Le taux baisse du moral est proportionnel à la différence du nombre de lieux victoire contrôlée. De plus, prendre le contrôle d’un lieu de victoire confère un pouvoir magique immédiat à son propriétaire. Les emplacements de victoire ont tendance à être situés stratégiquement, comme sur des collines, ou des bâtiments à proximité (qui fournissent une couverture) ; capturer et conserver ces points est crucial pour la victoire — la perte totale de moral entraine la défaite obligatoirement.
Les unités acquièrent de l’expérience pendant les combats et peuvent être améliorées à la fin dudit combat.

### Jeu de rôle
Lorsque les unités montent de niveau, le joueur peut augmenter plusieurs attributs, par exemple, l’attaque, la défense ou la diminution des coûts d’entretien des troupes. Lorsque les héros montent en niveau, ils peuvent avoir accès à de nouveaux sorts et effets, ainsi qu’à une augmentation de leurs compétences martiales. Les héros, appelés « Chevalier de la Table Ronde », ont 20 niveaux maximum. Des capacités actives et passives peuvent être acquises. Par exemple, de nombreuses capacités passives augmentent la production agricole et fiscale dans la province où se trouve actuellement le héros. Une capacité active est une capacité déclenchée pendant le combat, comme la foudre. 

### Campagne
La carte de la campagne affiche un aperçu de la Grande-Bretagne post-romaine dans un style axé sur la fantaisie. Les lois, la recherche et la production jouent un rôle dans la construction du royaume du joueur. L’économie est rationalisée et assez automatique ; il n’y a que deux ressources : la nourriture et l’or, tout joueur. Certaines capacités de héros peuvent augmenter la production d’une province. Ce mode de stratégie à grande échelle intègre également les quatre saisons dans la campagne. Chaque tour représente une saison. Pendant l’hiver, tout mouvement de l’armée cesse et les impôts affluent. Les unités montent également en niveau pendant les mois d’hivers. Des quêtes ou des événements, tels que des rébellions ou des volontaires pour les armées du joueur, apparaissent sur la carte. Semblable à la mise en page de la carte de la campagne dans Empire : Total War, chaque province possède plusieurs villes, châteaux ou autres lieux de conquête. Pour contrôler complètement la province, le joueur doit conquérir chacune d’entre elles. Chacune des actions majeures du joueur, mesurées de deux manières : par la religion et le type de dirigeant. Il n’y a que deux formes de religion dans le Roi Arthur, le Christianisme et la « vielle foi ». Les deux présentent plusieurs avantages et inconvénients, et les deux débloquent des unités avancées et puissantes. Le joueur peut aussi être soit un tyran, soit un « roi légitime ».
Le jeu avance en grande partie grâce à des quêtes qui apparaissent sur la carte de campagne. Seuls les chevaliers peuvent entreprendre des quêtes. Une fois qu’un chevalier a choisi d’entreprendre une quête, un jeu ressemblant à une aventure textuelle commence. Le joueur a une série d’options et, selon les attributs de son chevalier, peut intimider ou se frayer un chemin.

### Histoire
L’intrigue du Roi Arthur s’inspire principalement de la légende arthurienne, en y ajoutant et en y mélangeant des éléments étrangers. Le joueur incarne le Roi Arthur lui-même et ordonne à ses chevaliers et à ses armées d’étendre son royaume. Il est expliqué qu’Uther Pendragon, le père d’Arthur, n’a pas réussi à tirer l’épée Excalibur de son socle. Arthur, des années plus tard, retire l’épée de son socle, libérant des forces anciennes sur Britannia.

## Mise à jour et correctif
Les correctifs de correction de bugs version 1.02, 1.03 et 1.04 ont été publiés après la publication,,.

## Contenu téléchargeable
Neocore a publié deux contenus supplémentaires : Knights and vassals (en y ajoutant d’autre unité et héros) at Legendary Artefact (en y ajoutant des armes, des reliques et d’autres éléments supplémentaires) Le 19 janvier 2010.
The Saxons a ajouté une campagne supplémentaire se déroulant après la période arthurienne, pendant l’ère saxonne de la Grande-Bretagne ; l’extension avait un style de jeu sandbox,. Une autre extension, sortie en janvier 2011 ; King Arthur : The Druids, se déroulant au Pays de Galles, utilisait également un forma de jeu sandbox,.

## King Arthur: Fallen Champion
King Arthur : Fallen Champion est une extension, sortie en septembre 2011. Le jeu était destiné à servir de pont entre les histoires du jeu original et la suite King Arthur II: The Role-Playing Wargame,.

## Accueil
- Jeuxvideo.com : 16/20[11]